# Без паники
«Без паники» (англ. Don't Panic) — мексиканский фильм ужасов, поставленный режиссёром Рубеном Галиндо-младшим в 1988 году.
Премьера фильма состоялась в Мехико 2 марта 1989 года.
В Мексике фильм выходил под оригинальным названием Dimensiones ocultas, а также El Secreto de la Ouija.

## Сюжет
Фильм рассказывает о подростках, которые любят напугать чем-нибудь друг друга, но из этого выходят одни неприятности. Однажды Майклу на его семнадцатилетие его друг Тони подарил специальное приспособление для спиритических сеансов. Майкл с Тони решают им воспользоваться. Они невольно высвобождают запертые до этого злые силы. Происходит череда убийств, в каждом из которых свидетелем оказывается Майкл. Является ли Майкл убийцей, или он сможет доказать свою невиновность, и кто же управляет злым духом?

## В ролях
- Джон Майкл Бишоф — Майкл
- Габриэла Ассель — Александра
- Элен Рохо — госпожа Смит
- Хорхе Луке — лейтенант Веласко
- Хуан Игнасио Аранда — Тони
- Эдуардо Норьега — Фред
- Роберто Паласуэлос — Джон